# Dona Cadman
Pour les articles homonymes, voir Cadman.
Dona Cadman (née le 9 juillet 1950) est une femme politique canadienne. 

## Biographie
Née à Chilliwack, en Colombie-Britannique, elle est la conjointe de l'ancien député de Surrey-Nord Chuck Cadman qui est mort en fonction en 2005. Elle devient députée de la circonscription fédérale de Surrey-Nord en 2008. Elle succède alors à la néo-démocrate Penny Priddy, dont elle avait soutenue la candidature à la succession de son mari en 2006. 
En 2011, elle est défaite par le néo-démocrate Jasbir Sandhu.